# Jet Jurgensmeyer
Jet Jurgensmeyer (Nashville, 27 novembre 2004) è un attore e doppiatore statunitense.

## Biografia
Nato e cresciuto a Nashville, nel Tennessee, dove i suoi genitori possedevano un ristorante con musica dal vivo e cene con spettacolo.
Ha esordito in televisione con un ruolo da guest nella serie CSI - Scena del crimine nel 2010. Nel 2012 è stato scelto per un ruolo da protagonista nel film di Alex Zamm del 2014 Piccole canaglie alla riscossa. Nel 2016 è apparso nel film di Disney Channel Adventures in Babysitting, nei panni di Bobby. sempre nel 2016 è stato scelto per il ruolo di Dudley nel film televisivo Le leggende del tempio nascosto. Nel 2017, doppia il giovane Peyton Manning, nel film d'animazione Ferdinand dei Blue Sky Studios. Dal 2018 al 2020 ha interpretato Boyd Baxter nella serie della Fox L'uomo di casa e dal 2019 al 2021 ha fatto parte del cast vocale del cartone per bambini di Disney Junior T.O.T.S. - Trasporto Organizzato Teneri Supercuccioli doppiando Pip il Pinguino.

## Filmografia parziale

### Cinema
- Devil's Knot - Fino a prova contraria (Devil's Knot), regia di Atom Egoyan (2013)
- Piccole canaglie alla riscossa (The Little Rascals Save the Day), regia di Alex Zamm (2014)
- American Sniper, regia di Clint Eastwood (2014)

### Televisione
- CSI - Scena del crimine (CSI: Crime Scene Investigation) – serie TV, un episodio (2010)
- Grey's Anatomy – serie TV, un episodio (2011)
- Austin & Ally – serie TV, un episodio (2012)
- Hot in Cleveland – serie TV, un episodio (2014)
- Black-ish – serie TV, 4 episodi (2016-2019)
- Adventures in Babysitting (Adventures in Babysitting), regia di John Schultz – film TV (2016)
- Le leggende del tempio nascosto (Legends of the Hidden Temple: The Movie), regia di Joe Menendez – film TV (2016)
- Will & Grace – serie TV, un episodio (2017)
- Mai giocare con la babysitter – film TV (2018)
- L'uomo di casa (Last Man Standing) – serie TV, 22 episodi (2018-2020)
- Ozark – serie TV, un episodio (2020)

### Doppiaggio
- Agente speciale Oso (Special Agent Oso) – serie TV, 3 episodi (2011-2012)
- Bubble Guppies - Un tuffo nel blu e impari di più (Bubble Guppies) – serie TV, 39 episodi (2013-2016)
- Pickle and Peanut – serie TV, 2 episodi (2015-2017)
- Shimmer and Shine – serie TV, 17 episodi (2016-2019)
- Ferdinand, regia di Carlos Saldanha (2017)
- Hey Arnold! Il film della giungla (Hey Arnold!: The Jungle Movie), regia di Raymie Muzquiz e Stu Livingston (2017)
- Puppy Dog Pals – serie TV, 4 episodi (2017-2022)
- Next Gen, regia di Joe Ksander e Kevin R. Adams (2018)
- T.O.T.S. - Trasporto Organizzato Teneri Supercuccioli (T.O.T.S. - Tiny Ones Transport Service) – serie TV, 50 episodi (2019-2021)

## Doppiatori italiani
Nelle versioni in italiano delle opere in cui ha recitato, Jet Jurgensmeyer è stato doppiato da:
- Luca De Ambrosis in L'uomo di casa
- Mattia Moresco in Black-ish
- Lorenzo D'Agata in Piccole canaglie alla riscossa
- Giulio Bartolomei in Adventures in Babysitting
- Emanuele Suarez in Will & Grace

Da doppiatore è stato sostituito da:
- Lorenzo D'Agata in T.O.T.S. - Trasporto Organizzato Teneri Supercuccioli (voce)
- Simone Iuè in T.O.T.S. - Trasporto Organizzato Teneri Supercuccioli' (canto)